# Roadie (película)
Roadie es una película estadounidense de 1980 dirigida por Alan Rudolph y protagonizada por Meat Loaf, Kaki Hunter, Don Cornelius, Gailard Sartain y Art Carney. En la cinta realizan cameos músicos como Alice Cooper, Debbie Harry, Roy Orbison y Hank Williams Jr.
En la página Rotten Tomatoes cuenta con un escaso índice de aprobación del 14% por parte de la crítica. Fue un poco mejor recibida por la audiencia, que reporta un 56% de índice aprobatorio en la misma página.

## Sinopsis
Travis W. Redfish es un simple y corriente distribuidor de cerveza que termina perdidamente enamorado de Lola Bouilliabase, una groupie adolescente que quiere perder su virginidad con la estrella de rock Alice Cooper. Travis, esperanzado en conquistar el amor de Lola, decide convertirse en roadie de la noche a la mañana, viviendo mil aventuras al estilo rockstar.

## Reparto principal
- Meat Loaf – Travis W. Redfish
- Kaki Hunter – Lola Bouilliabase
- Art Carney – Corpus C. Redfish
- Gailard Sartain – B.B. Muldoon
- Don Cornelius – Mohammed Johnson
- Rhonda Bates – Alice Poo
- Joe Spano – Ace